# Diplaziopsis brunoniana
Diplaziopsis brunoniana là một loài thực vật có mạch trong họ Woodsiaceae. Loài này được (Wall.) W.M. Chu miêu tả khoa học đầu tiên năm 1994.